# أسد أباد رهنما (بياض)
أسد أباد رهنما (بالفارسية: اسدآباد رهنما) هي قرية تقع في إيران في قسم بیاض الريفي. يقدر عدد سكانها بـ 57 نسمة بحسب إحصاء 2016.